# 1912 en bande dessinée
| Années de la bande dessinée : 1909 - 1910 - 1911 - 1912 - 1913 - 1914 - 1915    |
| Décennies de la bande dessinée : 1880 - 1890 - 1900 - 1910 - 1920 - 1930 - 1940 |

Cet article présente les faits marquants de l'année 1912 en bande dessinée.

## Évènements
- Apparition de Polly and her Pals de Cliff Sterrett.

## Nouveaux albums
Voir aussi : Albums de bande dessinée sortis en 1912
| Sortie | Titre       | Scénariste | Dessinateur | Coloriste | Éditeur |
| ------ | ----------- | ---------- | ----------- | --------- | ------- |
| ?      | à compléter |            |             |           |         |
| ?      | …           |            |             |           |         |

## Naissances
- 2 février : Creig Flessel, dessinateur de comics
- 6 février : Pierre Lacroix dessinateur de Bibi Fricotin
- 2 mai : Marten Toonder, auteur néerlandais
- 24 mai : Alfred Andriola, auteur de comics
- 16 juin : Albert Chartier, auteur québécois
- 7 juillet : Erik, auteur français
- 29 août : Virginia Krausmann, autrice de comic strips
- 26 septembre : Don Rico, scénariste de comics
- Naissance du coréen Kim Yong-hwan